# Jungo Fujimoto
Jungo Fujimoto, född 24 mars 1984 i Kanagawa prefektur, Japan, är en japansk fotbollsspelare som sedan 2014 spelar för Yokohama F. Marinos.